# Münztrinkgefäß

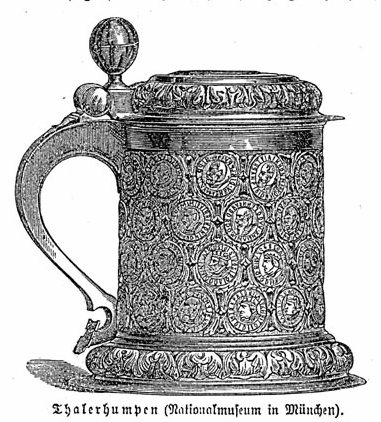
Talerhumpen

Münzbecher, auch Münzhumpen oder Münzpokale, sind silberne Trinkgefäße von verschiedener Form, in deren Bauch und Deckel echte Münzen so eingelassen sind, dass der Avers nach außen, der Revers nach innen gekehrt ist. Da meist große Münzen (Taler) dazu gewählt sind, nennt man die Münzbecher auch Thalerhumpen. Die Münzbecher tauchten im Anfang des 16. Jahrhunderts auf und wurden noch im 19. Jahrhundert zu Ehrengeschenken angefertigt.
Dieser Artikel basiert auf einem gemeinfreien Text aus Meyers Konversations-Lexikon, 4. Auflage von 1888 bis 1890.